# Carlita's Secret
Pour plus de détails, voir Fiche technique et Distribution.
Carlita's Secret est un film américain réalisé par George Cotayo en 2004.

## Synopsis
Une jeune femme est mêlée malgré elle à un trafic de drogue, pour échapper à la police elle doit changer d'identité, elle devient Carlita et réalise son rêve, celui de devenir danseuse professionnelle. Le rêve de la jeune femme est de courte durée puisqu'un jour, un détective rouvre l'enquête, la nouvelle vie de Carlita est alors menacée...Fuir ses responsabilités ou affronter le passé, tel est le dilemme de la danseuse !

## Fiche technique
- Titre : Carlita's Secret
- Réalisateur : George Cotayo
- Scénario : Ron Castell et Delvin Molden
- Durée : 91 minutes
- Format : Couleurs
- Date de sortie : 14 décembre 2004
- Pays : États-Unis

## Distribution
- Eva Longoria : Carlita
- Maria Bravo : Gina
- David Joseph Martinez : Manny
- Alejandra Gutierrez : Monica
- Alain Mora : Angel
- Steve Roth : Cruz
- Andy Sottilare : Ron Kastell
- Ricardo Mandini : Pablo
- Celestino Cornielle : Luis
- Jimmy Mentis : Roe
- Javier Chapa : Rico
- Jon Loina : Hernandez
- Ed Casas : Miguel Diez
- Karina Bonnefil : Karina Binnefil
- Kim Kendall : Kim Kuykendall